# Zāy
Zāy (in arabo زاي‎? /zæːj/) è l'undicesima lettera dell'alfabeto arabo. Secondo la numerazione abjad essa assumeva il valore di 7.

## Origine
Questa lettera deriva secondo alcuni da  dell'alfabeto nabateo, secondo altri da ܙ dell'alfabeto siriaco. In ogni caso deriva da zayin dell'alfabeto aramaico (), che nacque dalla zayin dell'alfabeto fenicio (), generata dalla zen dell'alfabeto proto-cananeo ().

## Fonetica
Foneticamente corrisponde alla fricativa alveolare sonora (z). Essa, cioè, è assimilabile alla lettera z dell'alfabeto latino.

## Scrittura e traslitterazione
Graficamente zāy è molto simile a rāʾ, da cui si differenzia esclusivamente per la presenza di un punto al di sopra del segno grafico.
Zāy viene scritta in varie forme in funzione della sua posizione all'interno di una parola; essa tuttavia non può legarsi ad altre lettere alla sua sinistra, per cui le forme iniziale e intermedia sono rispettivamente uguali alle forme isolata e finale:
| Forma isolata | Forma finale | Forma intermedia | Forma iniziale |
| ﺯ             | ـز…          | …ـز…             | …ﺯ             |

Nella traslitterazione dall'arabo è comunemente associata a z.

## Sintassi
Zāy è una lettera solare. Ciò significa che quando ad una parola che inizia con questa lettera bisogna anteporre l'articolo determinativo (ال alif lām, al), è necessario pronunciarlo come se al posto della lettera lām ci fosse una seconda zāy.
Ad esempio زبدة‍ (zubda, "burro") diventa الزبدة (al-zubda nella realtà grafica, az-zubda in quella fonetica, "il burro"), che si pronuncia infatti [azˈzubda].